# Leslie Hammond
Leslie Hammond (...) è un fotografo sudafricano, vincitore del World Press Photo of the Year 1977.
Hammond inizia a studiare fotografia durante il servizio militare prestato in Pretoria. Nel 1968 inizia a lavorare presso il Cape Argus, giornale di Città del Capo, dove rimane per diciassette anni, occupandosi di vari servizi di cronaca.
Nel 1983 Leslie Hammond ed il suo collega giornalista John Yeld pubblicano il libro Cape Town, una collezione fotografica degli eventi salienti della città. Nel 1985 abbandona il fotogiornalismo per dedicarsi alla fotografia commerciale.